# Cheslyn Hay
Cheslyn Hay es una parroquia civil y un pueblo del distrito de South Staffordshire, en el condado de Staffordshire (Inglaterra). Tiene una población estimada, a mediados de 2019, de 7173 habitantes.

## Geografía
Según la Oficina Nacional de Estadística británica, Cheslyn Hay tiene una superficie de 3,77 km².

## Demografía
Según el censo de 2001, Cheslyn Hay tenía 7539 habitantes (50,23% varones, 49,77% mujeres) y una densidad de población de 1999,73 hab/km². El 21,5% eran menores de 16 años, el 74,59% tenían entre 16 y 74, y el 3,91% eran mayores de 74. La media de edad era de 36,74 años. Del total de habitantes con 16 o más años, el 24,37% estaban solteros, el 63,08% casados, y el 12,55% divorciados o viudos.
Según su grupo étnico, el 98,4% de los habitantes eran blancos, el 0,44% mestizos, el 0,81% asiáticos, el 0,15% negros, el 0,12% chinos, y el 0,04% de cualquier otro. La mayor parte (98,45%) eran originarios del Reino Unido. El resto de países europeos englobaban al 0,62% de la población, mientras que el 0,93% había nacido en cualquier otro lugar. El cristianismo era profesado por el 83,57%, el hinduismo por el 0,19%, el islam por el 0,12%, el sijismo por el 0,4%, y cualquier otra religión, salvo el budismo y el judaísmo, por el 0,09%. El 9,29% no eran religiosos y el 6,34% no marcaron ninguna opción en el censo.
Había 2863 hogares con residentes y 80 vacíos.